# Гиппиус, Дмитрий Иванович
Дмитрий (Дитрих) Иванович Гиппиус (1812—1893) — российский юрист и переводчик балтийско-немецкого происхождения; статский советник.

## Биография
Родился 2 (14) марта 1812 года в городе Москве в лютеранской семье московского (первоначально нарвского) купца Ивана Богдановича Гиппиуса. Получив прекрасное домашнее образование, он в 1829 году поступил в Московский университет на отделение нравственно-политических наук и 13 декабря 1833 года окончил его со степенью кандидата. 

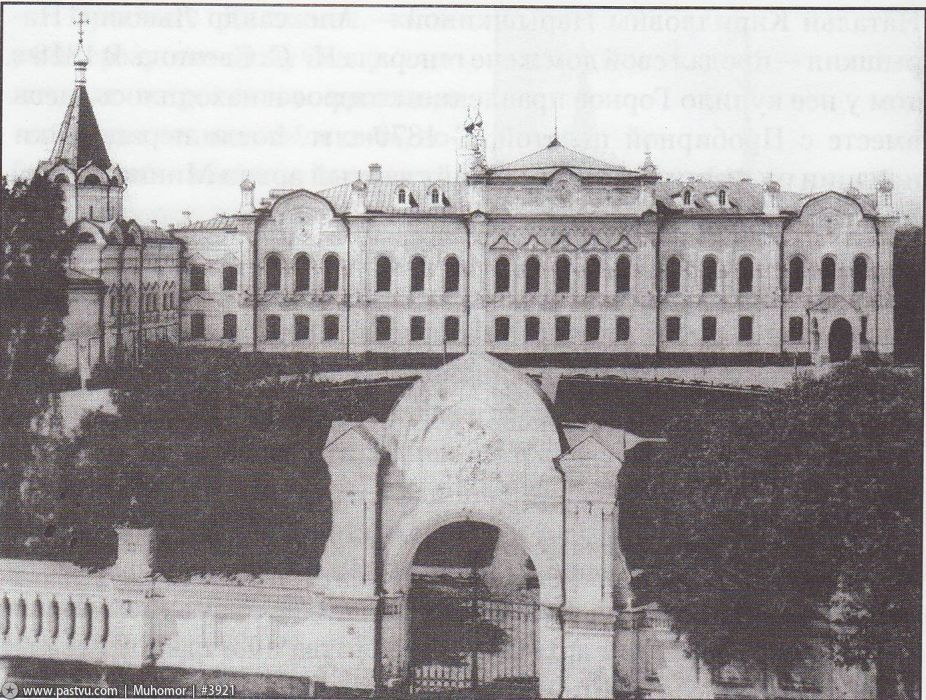
Здание Московского главного архива МИД на Воздвиженке

11 ноября 1835 года он был определён на службу в Московский главный архив Министерства иностранных дел Российской империи на должность второго переводчика для европейских языков.
10 ноября 1843 года был назначен первым переводчиком и награждён 14 апреля 1845 года чином коллежского асессора.
30 апреля 1846 году был уволен согласно собственному прошению от службы (но по автобиографическому его показанию в «Альбоме» Mихаила Ивановича Семевского служил в архиве до 1856 года).
Д. И. Гиппиус знал латинский, французский, немецкий и английский языки и был хорошо знаком с техническими терминами русского, английского и французского судопроизводства, поэтому он в течение своей службы в архиве неоднократно направлялся в командировки по требованию различных присутственных мест для допроса иностранцев по следственным делам.
По поручению директора архива князя Михаила Александровича Оболенского он написал для предполагавшегося к изданию сборника «Архив исторических сведений» несколько оригинальных статей и поправлял переводы, изготовленные другими, менее опытными в языках, чиновниками, а также перевёл с английского языка «Записки княгини Дашковой» и сочинение Флетчера «О государстве Русском». Перевод сочинения Флетчера, причинивший потом много неприятностей напечатавшему его Московскому обществу истории и древностей Российских, был окончен Гиппиусом в феврале 1845 года.
Кроме этого, Д. Гиппиус перевёл с немецкого языка сочинение профессора Дерптского университета Иоганна Филиппа Густава фон Эверса «Древнейшее право руссов» (для М. П. Погодина) и с английского, в 1833 году, сочинение Мак-Кюлоха «О началах, успехах, особенных предметах и важности политической "экономии"» (перевод этот издан (и его же курс политической экономии (остался в рукописи).
С 1850 по 1866 год Гиппиус был почётным членом Московского совета детских приютов и дослужился до чина статского советника. Издатель «Русской старины» М. И. Семевский, посетивший его в Москве в 1888 году, назвал Гиппиуса «одним из искуснейших юристов старой дореформенной Москвы».
С 1889 года — статский советник.
Умер 14 (26) июня 1893 года и был погребён в Москве на Пятницком кладбище, напротив могилы Грановского.

## Семья
- Племянник — Александр Гиппиус (1855—1917), генерал-лейтенант.
- Жена — Мария Васильевна Попова (22 ноября 1818 — 20 августа 1895), дочь московского купца.
  - Сын — Александр (1839—1862)
  - Дочь — Екатерина (1843—1868), в замужестве графиня Рошфор[2].